# 안성여자중학교
안성여자중학교(安城女子中學校)는 대한민국 경기도 안성시 봉남동에 있는 공립 중학교이다.

## 학교 연혁
- 1943년 4월 22일 : 안성공립여자실업학교 인가(4년제), 장포천대지 초대 교장
- 1943년 4월 30일 : 개교식 및 입학식
- 1946년 10월 15일 : 6년제로 개편
- 1947년 10월 20일 : 안성여자중학교로 교명 변경
- 1949년 6월 16일 : 제1회 졸업식(4명)
- 1973년 9월 1일 : 중. 고등학교 분리 운영
- 1979년 3월 2일 : 고등학교 교사 인수
- 2022년 3월 1일 : 제28대 조준기 교장 취임
- 2024년 1월 5일 : 제76회 졸업식(175명, 누계 20,265명)
- 2024년 3월 4일 : 2024학년도 신입생 입학식(195명 입학)

## 참고 자료
- 안성여자중학교 - 한국교육학술정보원 학교알리미